# Amphibienbiotop Brockzetel/Wiesens
Die Amphibienbiotop Brockzetel/Wiesens ist ein geschütztes, flächenhaftes Naturdenkmal auf dem Gebiet der Stadt Aurich im niedersächsischen Landkreis Aurich in Ostfriesland. Es trägt die Nummer ND AUR 00117.

## Beschreibung des Gebietes
Das am 13. Juni 1986 ausgewiesene flächenhafte Naturdenkmal liegt westlich des Königsmoorweges und nördlich der Brockzeteler Straße auf dem Gebiet der Auricher Stadtteile Wiesens und Brockzetel. Es grenzt unmittelbar an das Landschaftsschutzgebiet Egeleser Wald und Umgebung. Die Gewässer sind künstlichen Ursprungs und entstanden durch Bodenabbau. Das Gebiet ist nach Ansicht des Landkreises Aurich „wichtig als Laichbiotop für Amphibien sowie anderer an diesen Biotoptyp angepasster Tier- und Pflanzenarten.“